# 方城石猴
方城石猴，又称“画石猴”，是源于河南省南阳市方城县独树镇的一种民间石雕艺术品。

## 特点
手艺源于河南方城县独树镇砚山铺村，民间艺人采用当地石料，雕出猴子形状，然后用黄、绿、红、黑等颜料涂染勾画在石猴身上而成，故又称“画石猴”。方城石猴起源于宋代，鼎盛于明清，在民间已有1000多年的历史。王国庆被推荐为国家级代表性传承人。